# Ekerön
type:Island 59°18′N 17°42′Ø / 59.300°N 17.700°Ø
Ekerön er en langstrakt ø i Mälaren og er hovedøen i Ekerö kommun i Stockholms län i Sverige. Øen er i nord og øst adskilt fra Svartsjölandet og Lovön med de smalle sunde  Långtarmen og Tappström og mod syd omgivet af Ekeröfjorden og Stora Björkfjorden. Øen dannes af tre tidligere adskilte øer – Ekerön, Kärsön og Munsön –  består af en hovedsagelig skovbevokset rullestensås, Uppsalaåsen, med dels bjergagtige, dels jævnere områder. På øen findes den såkaldte Mälarsandsten, en rød, arkoseagtig sandsten, som dannedes for ca. 1400 millioner år siden.
Ekerön tilhørte tidligere Södermanland, men overførtes af Gustav Vasas regering til Uppland. Ekerö socken kaldtes  tidligere  for Asknäs (Askanäs) socken. Ekerö kyrka, som blev opført i sidste halvdel af 1100-tallet, ligger på øens sydside  ved Kyrkfjärden i Mälaren ved  gården Asknäs.  
Strækningen fra Ekerö centrum over Ekerön til Kärsön præges af et et naturskønt kulturlandskab med bondegårde, haver, småskove og nogle interessante bygninger som Norrby gård, Husby gård og Kärsö gård fra 1600-tallet samt Skytteholms gård fra 1630'erne, som i dag er et uddannelses- og konferencecentrum med skulpturer af Carl Milles.